# Ângela de Azevedo
Ângela de Azevedo foi uma fidalga e dramaturga portuguesa dos séculos XVII e XVIII, que escreveu três peças de teatro, todas elas em língua espanhola. 

## Biografia
Existem duas versões sobre a sua biografia.

### Primeira versão
Segundo um escritor português do século XVIII, Damião de Froes Perym, Ângela de Azevedo teria nascido em Lisboa, cerca de 1600, filha de um Fidalgo da Casa Real, João de Azevedo Pereira e de sua mulher, Isabel de Oliveira. Perym escreve que ela teria sido apresentada a Isabel de Bourbon, mulher do futuro rei de Espanha, Filipe IV, durante uma visita do pai deste, o monarca Filipe III, a Lisboa.  
Ângela de Azevedo ter-se-ia mudado para Madrid, onde entrou ao serviço da corte, como dama de companhia da referida Isabel de Bourbon, que reinaria de 1621 até 1644. Perym afirma que Ângela de Azevedo se casou algum tempo antes da morte da rainha Isabel (ocorrida em 1644), mas não diz qual o nome do seu marido. Após a morte deste, ela ter-se-ia retirado, com uma sua filha, para um convento beneditino em Portugal, onde teria permancido até à data do seu falecimento. 

### Segunda versão
No entanto, um outro autor português do século XVIII, Diogo Barbosa Machado, no segundo e no quarto volumes da sua Bilbiotheca Lusitana, apresentou uma versão muito diferente da vida de Ângela de Azevedo, afirmando ser ela filha de Tomé de Azevedo, comandante militar durante a Guerra da Restauração (1640 - 1668), e de sua mulher, D. Maria de Almeida. 

### O que dizem os estudos mais recentes
Pesquisas históricas recentes corroboraram a versão de Barbosa Machado, mostrando - com base em documentos consultados em arquivos portugueses e espanhóis - que Ângela de Azevedo nasceu realmente na segunda metade do século XVII, por volta do ano de 1665, em Paredes da Beira, filha de Tomé de Azevedo, governador do Castelo de Almeida, fidalgo da casa real, etc. e de sua mulher, D. Maria de Almeida.
Ângela de Azevedo era de origem nobre; nasceu e foi criada no chamado Solar ou Casa da Torre das Pedras, na quinta de Azevedo, em Paredes da Beira. Essa propriedade, com origem remota nos Távoras e Azevedos, pertencia à sua família desde a Idade Média, e foi nela que se casou com Francisco de Ansiães de Figueiredo, em 1 de novembro de 1693. Depois do casamento, mudou-se com o marido para a localidade vizinha de Soutelo do Douro, onde passaria a maior parte do resto da sua vida e onde viria a falecer, antes do ano de 1723.
Ângela de Azevedo não teve filhos do seu casamento. Tal como a sua irmã Luísa, que viria a herdar a Casa de Azevedo/Torre das Pedras, escrevia com igual fluência em português, espanhol e latim.  Essa proficiência em línguas continuaria aliás em posteriores gerações da sua família, nomeadamente na pessoa do sobrinho-neto de Ângela de Azevedo, o padre jesuíta Manuel de Azevedo (que, na Itália, usou o nome Emanuel de Azevedo) - distinto latinista, autor também de obras em italiano - secretário do Papa Bento XIV.
"Nunca abandonou o seu amado Portugal", e escrevia "para um público hipotético, que iria assistir a espetáculos em espanhol, um costume profundamente enraizado no século XVII em Portugal ".  Na época, o espanhol era uma língua bem conhecida do público português e muitas das companhias teatrais percorriam toda a península ibérica, apresentando-se também em Lisboa. Em todas as obras de Ângela de Azevedo manifesta-se uma forte consciência portuguesa, quer na localização dos enredos, quer nos temas abordados e nos elogios ao povo e ao país.
A sua peça de teatro, " El muerto dissimulado", foi reeditada recentemente, acompanhada de tradução para inglês; nesta obra, Ângela de Azevedo "desenvolve um discurso feminista, ao construir uma protagonista, Jacinta, que rompe com o tradicional papel feminino de objeto passivo para assumir o controle da narrativa e do enredo, sendo ela a personagem que se exprime na voz ativa".
Ângela de Azevedo é uma das seis dramaturgas que se sabe terem escrito em castellhano, na Península Ibérica do século XVII.

## Obras
Escreveu várias peças de teatro, três das quais sobreviveram até o presente:
- El muerto dissimulado ( Presumed Dead)
- La Margarita del Tajo que dió nombre a Santarem
- Dicha y desdicha del juego y devoción de la Virgen

Todos as três peças estão escritas em espanhol, mas com um enredo que decorre em Portugal. A primeira tem uma temática secular, enquanto as duas restantes têm temáticas religiosas. 
Merece particular referência a peça "El muerto dissimulado", recentemente reeditada, como acima se referiu, em espanhol, com tradução inglesa.
Nela, Ângela de Azevedo - além dos já referidos temas feministas - aborda questões como a inacessibilidade da verdade através dos sentidos, a metateatralidade e o travestismo (nas duas direções, da mulher para o homem e - mais raramente -  do homem para a mulher). Isso proporciona um resultado altamente - e tudo indica que propositalmente - ambíguo, que por vezes chega a sugerir ao leitor que se está abordando a questão da homossexualidade.